# Lista kanałów MTV
Lista kanałów rodziny MTV, należące do koncernu Viacom.

## MTV USA
- MTV
- MTV HD
- MTV2
- MTV Tr3́s
- MTV Hits
- MTV Jams
- mtvU
- VH1
- VH1 HD
- VH1 Classic
- VH1 Soul
- Palladia
- Palladia HD (właściwie Music: High Definition)
- CMT
- CMT HD
- CMT Pure Country (właściwie VH1 Country)
- Comedy Central
- Comedy Central HD
- Logo
- Nickelodeon
- Nickelodeon HD
- Nick 2
- Teen Nick
- Nick Jr.
- Nicktoons
- Spike
- Spike HD
- TV Land

## MTV Europe

### MTV w Polsce
- MTV Polska
- MTV Live HD
- MTV 00s
- MTV 90s
- MTV Hits
- Club MTV
- MTV Music 24
- VH1 Europe
- MTV 80s
- Comedy Central
- Polsat Comedy Central Extra
- Nickelodeon
- NickToons
- Nick Jr.

## MTV Asia
- MTV Pakistan (2006)
- MTV Southeast Asia (1996)
- MTV Thailand
- MTV Philippines (2001)
- MTV India (1996)
- MTV Japan (1992)
- MTV Mandarin

## Pozostałe kanały MTV
- MTV Australia (1987)
- MTV New Zealand (2006)
- MTV Canada
- MTV Puerto Rico
- MTV Tr3s
- MTV Norte
- MTV Hits
- MTV Jams
- MTV Central America
- MTV South America
- MTV Sur (base) Argentina
- MTV Hits Argentina
- MTV Jams Argentina

## Inne stacje z rodziny MTV

### VH1
- VH1 Europe
- VH1 Classic Europe
- VH1 Polska
- VH1 UK i Irlandia
- VH1 Romania
- VH1 Russia
- VH1 Australia
- VH1 US
- VH1 Classic
- VH1 Soul
- VH1 Uno
- VH1 Latin America
- VH1 Country Mexico
- VH1 Soul Mexico
- VH1 Latin America
- VH1 Soul Argentina

### VIVA
- VIVA Germany
- VIVA Swiss
- VIVA Hungary
- VIVA Polska
- VIVA UK

### TMF
- TMF Vlaanderen
- TMF Nederland
- TMF NL
- TMF Party
- TMF Pure
- TMF UK
- TMF Australia

### Comedy Central
- Comedy Central Nederland
- Comedy Central Deutschland
- Comedy Central Italy
- Comedy Central Polska
- Comedy Central Spain
- Comedy Central UK
- Comedy Central Extra UK
- Comedy Central US

### Nickelodeon
- Nickelodeon Nederland en Vlaanderen
- Nickelodeon Wallonie
- Nick Hits
- Nickelodeon France
- Nickelodeon Germany
- Nickelodeon Hungary
- Nickelodeon Italia
- Nickelodeon Finland
- Nickelodeon Scandinavia
- Nickelodeon Poland
- Nickelodeon Portugal
- Nickelodeon Russia
- Nickelodeon España
- Nickelodeon Turkey
- Nickelodeon UK
- Nick Replay UK
- Nick Jr. UK
- Nick Jr. 2
- Nick Jr. Classics
- Nicktoons UK
- Nickelodeon South East Asia
- Nickelodeon Japan
- Nickelodeon Australia
- Nick Jr. Australia
- Nickelodeon New Zealand
- Nickelodeon Arabia
- Nickelodeon China
- Nickelodeon US
- Nickelodeon GAS US
- Nick HD
- Nickelodeon GAS Mexico

### CMT
- CMT US
- CMT Pure Country
- CMT Canada

### Inne
- QOOB
- Game One
- Logo
- Noggin
- Nicktoons Network
- Spike TV
- The N
- TV Land
- Nick-at-Nite
- Tempo US
- TV Land Canada
- Tempo Caribbean